# Agropyron cristatum
La gramigna pettinata (Agropyron cristatum (L.) Gaertn, 1770) è una pianta angiosperma monocotiledone appartenente alla famiglia delle Poacee (o Gramineae, nom. cons.).

## Etimologia
In nome generico (Agropyron) deriva da due parole greche: "agros" (= campo) e "pyros" (= grano); è una pianta simile al grano ma non coltivata come un cereale. L'epiteto specifico (cristatum) indica una pianta la cui infiorescenza ha la forma di una cresta.
Il binomio scientifico di questa pianta inizialmente era Bromus cristatus, proposto dal botanico Linneo (1707 – 1778) in una pubblicazione del 1753, modificato successivamente in quello attualmente accettato Agropyron cristatum perfezionato dal botanico tedesco Joseph Gaertner (Calw, 12 marzo 1732 – Tubinga, 14 luglio 1791) nella pubblicazione "Novi Commentarii Academiae Scientiarum Imperalis Petropolitanae. St. Petersburg" (Novi Comment. Acad. Sci. Imp. Petrop. 14(1): 540 - 1770) del 1770.

## Descrizione

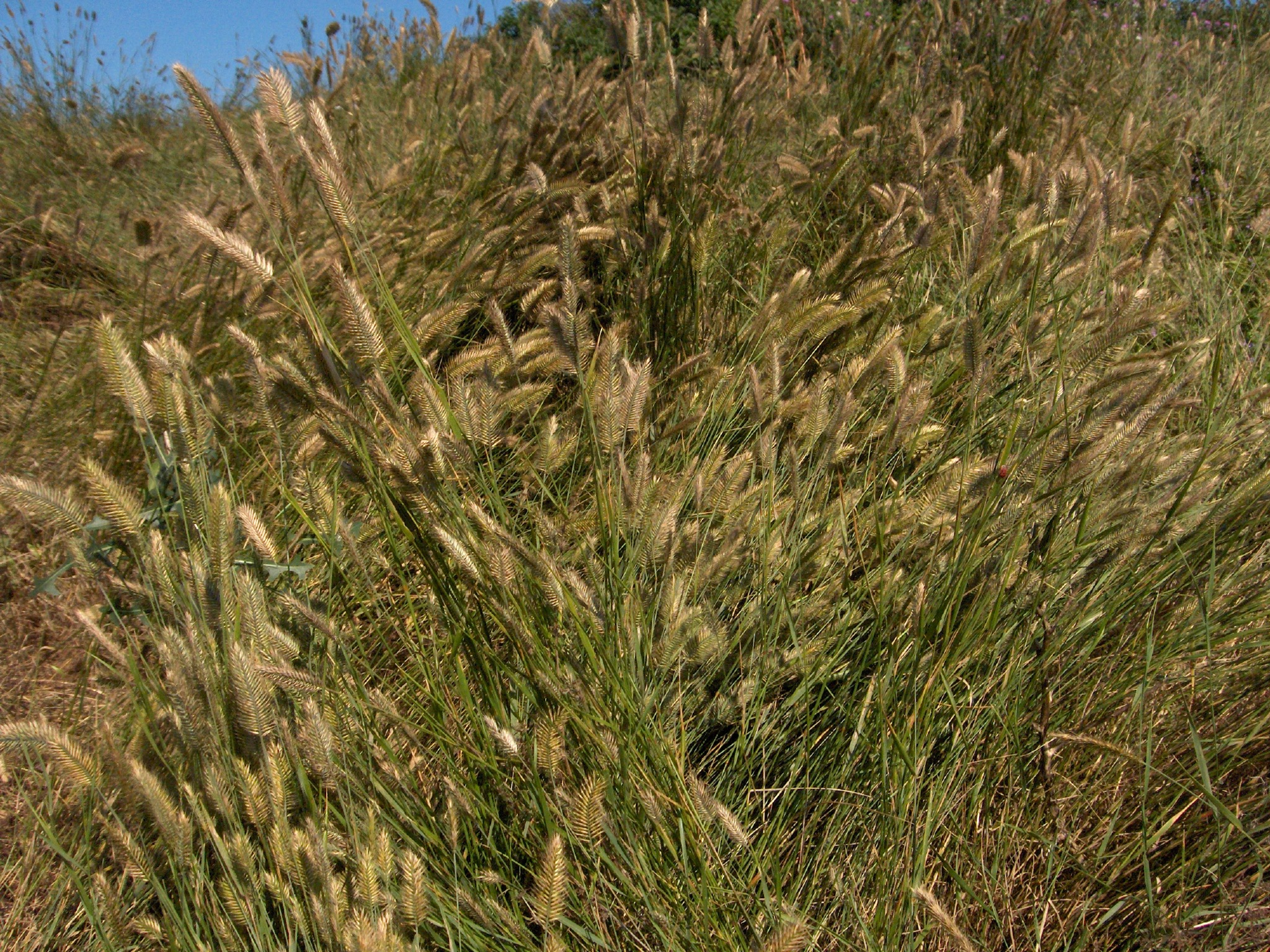
Il portamento

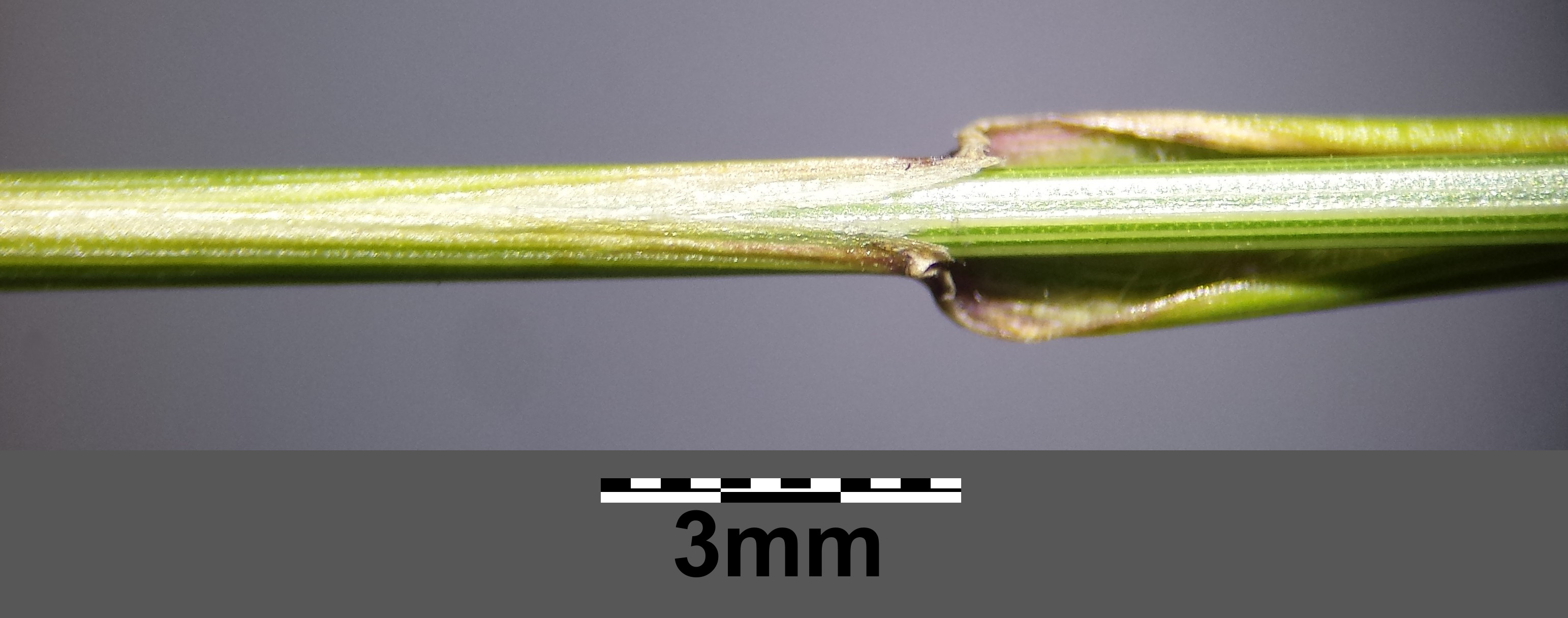
Le foglie

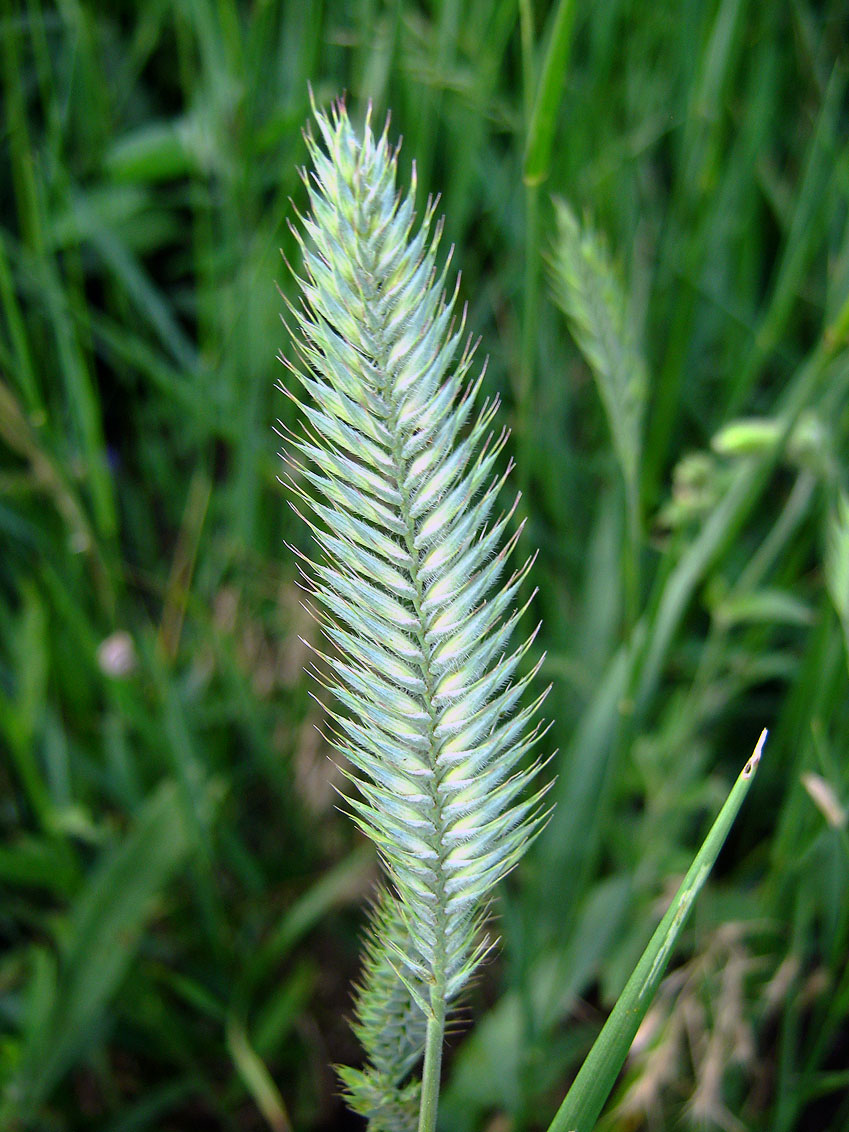
Infiorescenza

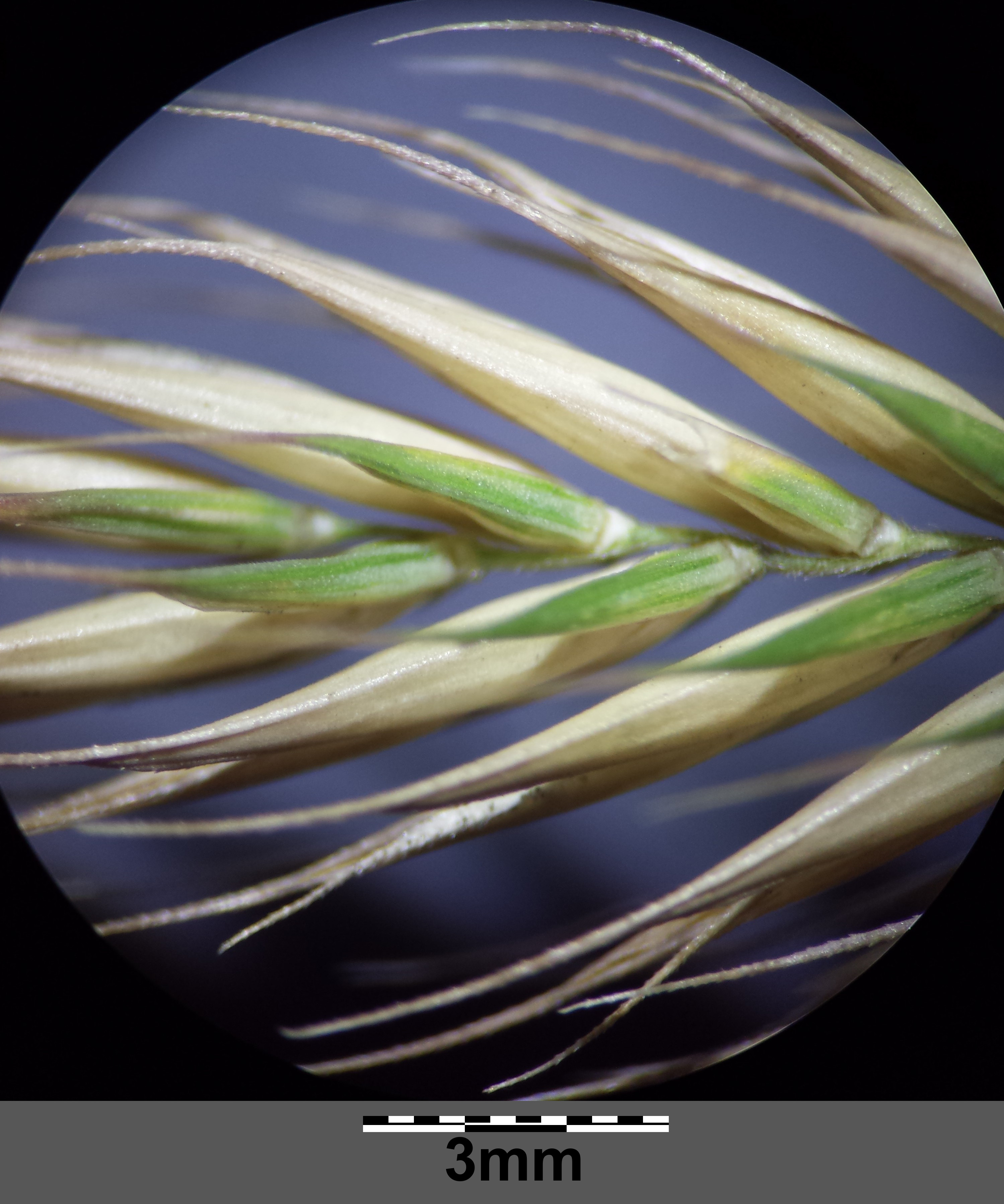
I fiori

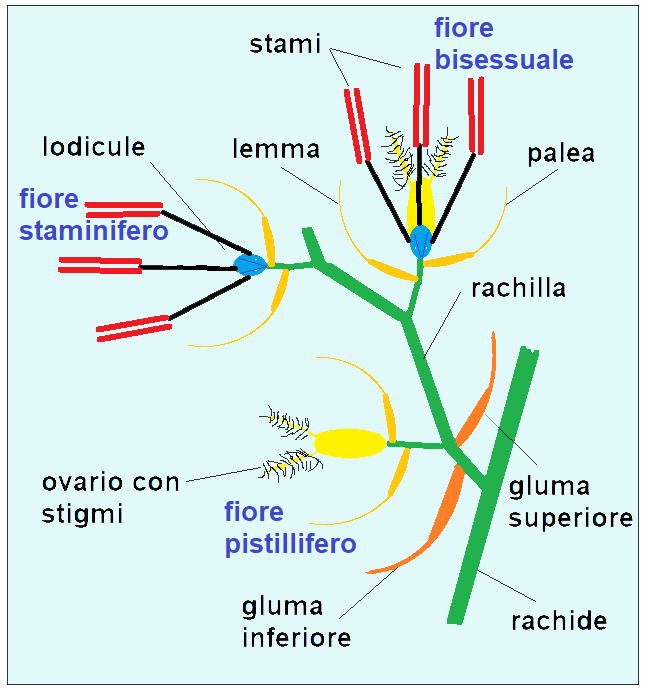
Spighetta generica con tre fiori diversi

Queste piante arrivano ad una altezza di 2 - 7 dm. La forma biologica è emicriptofita cespitosa (H caesp), sono piante erbacee, bienni o perenni, con gemme svernanti al livello del suolo e protette dalla lettiera o dalla neve e presentano ciuffi fitti di foglie che si dipartono dal suolo.

### Radici
Le radici sono del tipo fascicolato.

### Fusto
La parte aerea della pianta è densamente cespugliosa con fusti ascendenti o decombenti. La superficie può essere puberulenta (raramente è completamente glabra).

### Foglie
Le foglie lungo il culmo sono disposte in modo alterno, sono distiche e si originano dai vari nodi. Sono composte da una guaina, una ligula e una lamina. Le venature sono parallelinervie. Non sono presenti i pseudopiccioli e, nell'epidermide delle foglia, le papille. 
- Guaina: la guaina è abbracciante il fusto; sono presenti dei padiglioni auricolari falcati. In genere la guaina è glabra.
- Ligula: la ligula membranosa, a volte è cigliata. Lunghezza 2 mm.
- Lamina: la lamina ha delle forme generalmente lineari, piatte e superficie più o meno glabra nella parte abassiale, quella adassiale è moderatamente pubescente. All'antesi le foglie si presentano convolute. La consistenza può essere rigida. Dimensione delle foglie: larghezza 2 – 5 mm; lunghezza 5 – 15 cm.

### Infiorescenza
Infiorescenza principale (sinfiorescenza o semplicemente spiga): le infiorescenze di tipo racemoso terminale hanno la forma di una pannocchia da oblunga-ovoidale a ovoide-lanceolata, densa ed appiattita. Le spighe sono formate da 3 o più spighette fertili e sessili, disposte in modo distico una per nodo. La fillotassi dell'inflorescenza inizialmente è a due livelli (o a due ranghi), anche se le successive ramificazioni la fa apparire a spirale. Dimensione della spiga: larghezza 1 – 2 cm; lunghezza 3 – 5 cm.

### Spighetta
Infiorescenza secondaria (o spighetta): le spighette, compresse lateralmente, sottese da due brattee distiche e strettamente sovrapposte chiamate glume (inferiore e superiore), sono formate da 5 a 11 fiori. Possono essere presenti dei fiori sterili; in questo caso sono in posizione distale rispetto a quelli fertili. Alla base di ogni fiore sono presenti due brattee: la palea e il lemma. La disarticolazione avviene con la rottura della rachilla tra i fiori o sopra le glume persistenti (l'asse dell'infiorescenza non si disarticola). Inoltre la rachide ha brevissimi internodi (1 mm o meno) per cui le spighette sono più o meno orizzontali. Lunghezza delle spighette: 8 – 15 mm.
- Glume: le glume, con forme lanceolate o ovato-lanceolate e apici acuti sono pubescenti; possono avere una carena asimmetrica. Lunghezza delle glume prossimali: 2 – 3 mm; glume distali: 3 – 4 mm.
- Palea: la palea è un profillo con alcune venature e margini cigliati; di solito è meno lunga del lemma; l'apice è bidentato.
- Lemma: il lemma è pubescente; può avere una carena asimmetrica e apici acuti con resta di 2 – 4 mm. Lunghezza del lemma: 8 mm.

### Fiore
I fiori fertili sono attinomorfi formati da 3 verticilli: perianzio ridotto, androceo  e gineceo.
- Formula fiorale:[7]

*, P 2, A (1-)3(-6), G (2–3) supero, cariosside.
- Il perianzio è ridotto e formato da due lodicule, delle squame traslucide, poco visibili (forse relitto di un verticillo di 3 sepali). Le lodicule sono membranose e non vascolarizzate; spesso sono cigliate ai margini.
- L'androceo è composto da 3 stami ognuno con un breve filamento libero, una antera sagittata e due teche. Le antere (lunghe 4 mm) sono basifisse con deiscenza laterale. Il polline è monoporato.
- Il gineceo è composto da 3-(2) carpelli connati formanti un ovario supero. L'ovario, pubescente all'apice, ha un solo loculo con un solo ovulo subapicale (o quasi basale). L'ovulo è anfitropo e semianatropo e tenuinucellato o crassinucellato. Lo stilo, che si origina dal lato abassiale dell'ovario, è breve con due stigmi papillosi e distinti.
- Fioritura: da maggio a luglio.

### Frutti
I frutti sono del tipo cariosside, ossia sono dei piccoli chicchi indeiscenti, con forme da ovate a oblunghe, nei quali il pericarpo è formato da una sottile parete che circonda il singolo seme. In particolare il pericarpo è fuso al seme ed è aderente. L'endocarpo non è indurito e l'ilo è lungo e lineare. L'embrione è lungo 1/3 della lunghezza del frutto ed è provvisto di epiblasto; ha inoltre un solo cotiledone altamente modificato (scutello senza fessura) in posizione laterale. I margini embrionali della foglia non si sovrappongono.

## Biologia
Come gran parte delle Poaceae, le specie di questo genere si riproducono per impollinazione anemogama. Gli stigmi più o meno piumosi sono una caratteristica importante per catturare meglio il polline aereo. 
La dispersione dei semi avviene inizialmente a opera del vento (dispersione anemocora) e una volta giunti a terra grazie all'azione di insetti come le formiche (mirmecoria). In particolare i frutti di queste erbe possono sopravvivere al passaggio attraverso le budella dei mammiferi e possono essere trovati a germogliare nello sterco.

## Distribuzione e habitat

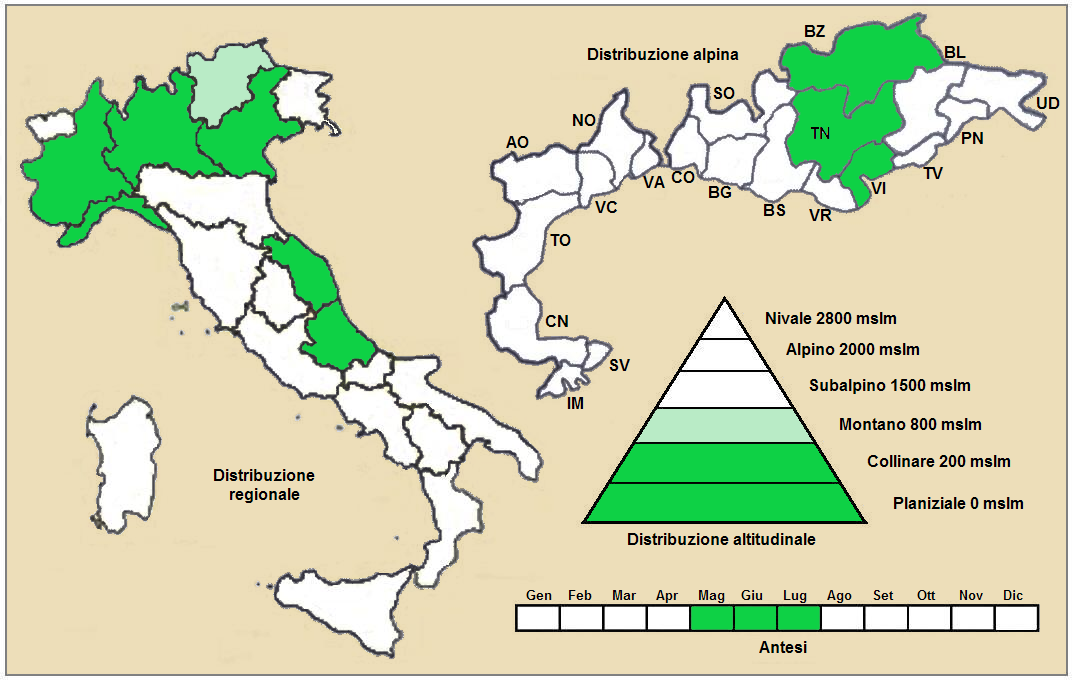
Distribuzione della pianta
(Distribuzione regionale – Distribuzione alpina)

- Geoelemento: il tipo corologico (area di origine) è Eurasiatico - Temperato.
- Distribuzione: in Italia è una specie rara e si trova in prevalenza al Nord. Nelle Alpi si trova nelle regioni centrali. Fuori dall'Italia, sempre nelle Alpi, questa specie si trova in Francia (dipartimentoi di Hautes-Alpes). Sugli altri rilievi europei collegati alle Alpi si trova nei Carpazi.[17] Nel resto dell'Europa e dell'areale del Mediterraneo questa specie si trova nell'Europa mediterranea, Europa orientale, Transcaucasia, Anatolia e Magreb.[18] Fuori all'Europa si trova in Cina, Giappone, Corea, Mongolia e Pakistan.[13]
- Habitat: gli habitat tipici per questa pianta sono i pendii pietrosi. Il substrato preferito è calcareo ma anche calcareo/siliceo con pH basico, bassi valori nutrizionali del terreno che deve essere umido.[17]
- Distribuzione altitudinale: sui rilievi queste piante si possono trovare da 500 fino a 1.500 m s.l.m.; nelle Alpi frequentano quindi i seguenti piani vegetazionali: collinare e i parte quello montano (oltre a quello planiziale – a livello del mare).

### Fitosociologia
Dal punto di vista fitosociologico alpino la pianta di questa voce appartiene alla seguente comunità vegetale:
- Formazione: delle comunità a emicriptofite e camefite delle praterie rase magre secche

- Classe: Festuco-Brometea

- Ordine: Festucetalia valesiacae

## Tassonomia
La famiglia delle Poacee comprende circa 800 generi e oltre 9.000 specie. È una delle famiglie più numerose e più importanti del gruppo delle monocotiledoni. La famiglia è suddivisa in 12 sottofamiglie, il genere Agropyron  fa parte della sottofamiglia Pooideae, tribù Hordeeae.

### Filogenesi
Il genere Agropyron fa parte della tribù Hordeeae (supertribù Triticodae T.D. Macfarl. & L. Watson, 1982). La supertribù Triticodae comprende tre tribù: Littledaleeae, Bromeae e Hordeeae. All'interno della supertribù, la tribù Hordeeae forma un "gruppo fratello" con la tribù Bromeae.
L'asimmetria della carena delle glume e dei lemmi è una sinapomorfia per il genere di questa specie, che include piante con il genoma designato "P".
Il numero cromosomico per A. cristatum è: 2n = 14, 28 e 42.

### Sottospecie
Di seguito sono indicate alcune sottospecie della specie di questa voce, non sempre riconosciute da altre checklist botaniche:
- Agropyron cristatum subsp. brachyatherum (Maire) Dobignard, 2010 - Distribuzione: Magreb
- Agropyron cristatum subsp. brandzae (Pantu & Solacolu) Melderis, 1978 - Distribuzione: Romania e Bulgaria
- Agropyron cristatum subsp. kazachstanicum Tzvelev, 1872 - Distribuzione: Russia
- Agropyron cristatum subsp. pectinatum (M. Bieb.) Tzvelev, 1970 - Distribuzione: Europa mediterranea, Europa orientale, Transcaucasia, Anatolia e Magreb
- Agropyron cristatum subsp. ponticum (Nevski) Tzvelev, 1972 - Distribuzione: Crimea
- Agropyron cristatum subsp. puberulum (Steud.) Tzvelev, 1972 - Distribuzione: Transcaucasia e Anatolia
- Agropyron cristatum subsp. sabulosum Lavrenko, 1931 - Distribuzione: Ucraina e Russia
- Agropyron cristatum subsp. sclerophyllum Tzvelev, 1972 - Distribuzione: Transcaucasia

### Sinonimi
Questa entità ha avuto nel tempo diverse nomenclature. L'elenco seguente indica alcuni tra i sinonimi più frequenti:
- Agropyron aristatum Besser
- Agropyron brandzae Pantu & Solacolu
- Agropyron brandzae  subsp. ciliatum (Grint.) Dihoru & Negrean
- Agropyron brandzae  var. nyaradyanum Morariu
- Agropyron cristatiforme P.K.Sarkar
- Agropyron cristatum  subsp. brachyatherum (Maire) Dobignard
- Agropyron cristatum  subsp. brandzae (Pantu & Solacolu) Melderis
- Agropyron cristatum f. calvum (Schur) Boza & Vasic
- Agropyron cristatum  subsp. erikssonii (Melderis) Á.Löve
- Agropyron cristatum  var. glabriglume Tzvelev
- Agropyron cristatum  var. glabrispiculatum Tzvelev
- Agropyron cristatum  subsp. hamadanicum Yousofi
- Agropyron cristatum f. imbricatum (Roem. & Schult.) Bukhteeva
- Agropyron cristatum  subsp. imbricatum (Roem. & Schult.) Á.Löve
- Agropyron cristatum  subsp. incanum (Nábelek) Melderis
- Agropyron cristatum  subsp. kazachstanicum Tzvelev
- Agropyron cristatum  var. minor Yousofi
- Agropyron cristatum f. multiflorum Maire
- Agropyron cristatum  subsp. pachyrhizum (A.Camus) Á.Löve
- Agropyron cristatum f. pauciflorum Maire
- Agropyron cristatum  var. pectiniforme H.L.Yang
- Agropyron cristatum  subsp. pinifolium (Nevski) Bondarenko ex Korovina
- Agropyron cristatum  var. pluriflorum X.L.Yang
- Agropyron cristatum  subsp. ponticum (Nevski) Tzvelev
- Agropyron cristatum  var. puberulum Boiss.
- Agropyron cristatum  subsp. puberulum (Boiss.) Tzvelev
- Agropyron cristatum  subsp. stepposum (Dubovik) Á.Löve
- Agropyron cristatum  subsp. tarbagataicum (Plotn.) Tzvelev
- Agropyron cristatum  var. villosum Litv.
- Agropyron cristatum f. villosum (Litv.) Bukhteeva
- Agropyron czerepanovii Tzvelev
- Agropyron dagnae Grossh.
- Agropyron distichum (Georgi) Peschkova
- Agropyron erickssonii (Melderis) Peschkova
- Agropyron glabrispiculatum (Tzvelev) Tzvelev
- Agropyron imbricatum Roem. & Schult.
- Agropyron imbricatum  var. villosum (Litv.) Tzvelev
- Agropyron incanum (Nábelek) Tzvelev
- Agropyron karadaghense Kotov
- Agropyron karataviense Pavlov
- Agropyron kazachstanicum (Tzvelev) Peschkova
- Agropyron lavrenkoanum Prokudin
- Agropyron litvinovii Prokudin
- Agropyron pachyrhizum A.Camus
- Agropyron pectinatum (M.Bieb.) P.Beauv.
- Agropyron pectinatum f. calvum (Schur) Soó
- Agropyron pectinatum  var. dagnae (Grossh.) Tzvelev
- Agropyron pectinatum  var. daralaghezicum Tzvelev
- Agropyron pectinatum f. elatius (Schur) Soó
- Agropyron pectinatum  var. gluma-villosum Ataeva
- Agropyron pectinatum  var. puberulum (Boiss.) Soó
- Agropyron pectinatum  var. stepposum (Dubovik) Tzvelev
- Agropyron pectinatum  var. submuticum (Grossh.) Tzvelev
- Agropyron pectiniforme Roem. & Schult.
- Agropyron pectiniforme  subsp. baicalense (T.V.Egorova & Sipliv.) Á.Löve
- Agropyron pectiniforme f. barbatum Nyár. ex Anghel & Morariu
- Agropyron pectiniforme  subsp. brandzae (Pantu & Solacolu) Á.Löve
- Agropyron pectiniforme  subsp. sabulosum (Lavrenko) Á.Löve
- Agropyron peschkovae (Georgi) Tzvelev
- Agropyron pinifolium Nevski
- Agropyron pinifolium  var. sclerophyllum (Novopokr.) Tzvelev
- Agropyron ponticum Nevski
- Agropyron puberulum (Boiss.) Grossh.
- Agropyron pumilum (L.f.) P.Beauv.
- Agropyron sclerophyllum (Novopokr.) Novopokr.
- Avena cristata Roem. & Schult.
- Bromus cristatus L.
- Bromus distichus Georgi
- Costia cristata (L.) Willk.
- Costia imbricata (Roem. & Schult.) Willk.
- Elymus pectinatus (M.Bieb.) Laínz
- Eremopyrum cristatum (L.) Willk. & Lange
- Eremopyrum cristatum  var. brachyatherum Maire
- Eremopyrum puberulum Grossh. ex Prokudin
- Kratzmannia cristata (L.) Skalicky & V.Jirasek
- Kratzmannia imbricata (Roem. & Schult.) Opiz
- Kratzmannia pectinata (M.Bieb.) Skalicky & V.Jirasek
- Secale pumilum (L.f.) Pers.
- Triticum aragonense Lag.
- Triticum caucasicum Spreng.
- Triticum cristatum (L.) Schreb.
- Triticum hirsutum Hornem.
- Triticum imbricatum M.Bieb.
- Triticum intermedium M.Bieb. ex Kunth
- Triticum muricatum Link
- Triticum pectinatum M.Bieb.
- Triticum pectiniforme Steud.
- Triticum puberulum (Boiss.) Steud.
- Triticum pumilum L.f.
- Zeia cristata (L.) Lunell